# Nieuwe Herengracht
Le Nieuwe Herengracht (« Nouveau Herengracht » en néerlandais) est un canal situé dans l'arrondissement Centrum de la ville d'Amsterdam aux Pays-Bas. Il se trouve dans le prolongement est du Herengracht et traverse la partie est du Grachtengordel selon un axe est-ouest pour relier l'Amstel à l'écluse du Scharrebiersluis au niveau d'Entrepotdok, dans le quartier du Plantage.
Comme les autres canaux principaux situés dans le même quartier, le Nieuwe Herengracht porte le préfixe Nieuwe (nouveau en néerlandais) suivi du nom du canal dans le prolongement duquel il est situé. Cette terminologie provient du fait que la partie est du grachtengordel fut aménagée dans le cadre du dernier plan d'expansion du centre-ville en direction de l'est, au-delà des rives de l'Amstel. Le Jardin botanique d'Amsterdam ainsi que l'Hermitage Amsterdam y sont situés.

## Histoire
Le Herengracht, creusé en 1612, fut baptisé en l'honneur des « Seigneurs régents » de la ville d'Amsterdam. La partie située entre le Leidsegracht et l'Amstel fut ajoutée dans le cadre du plan d'expansion de 1658. Au cours de la dernière expansion, la section située à l'est de l'Amstel, jusqu'au Schippersgracht, où elle se jette dans l'IJ fut creusée. Ce dernier tronçon, le Nieuwe Herengracht, suivait alors un tracé parallèle au Nieuwe Keizersgracht et au Nieuwe Prinsengracht, au cœur de l'ancien quartier juif aisé du Jodenbuurt.
En raison de la baisse de la demande consécutive à la dernière expansion, plusieurs parcelles de terrain furent proposées à des établissements de bienfaisance dans le quartier. Ainsi, le Jardin botanique d'Amsterdam (originellement conçu par la ville comme jardin de culture de plantes médicinales) fut déplacé vers le Nieuwe Herengracht en 1682. Le Hortus Botanicus, situé en face du Hortusbrug (pont à bascule 239) est aujourd'hui l'une des plus vieux jardins botaniques au monde.
Vers 1682, le Amstelhof fut construit à l'initiative du Diacre de l'Église réformée néerlandaise entre le Nieuwe Herengracht et le Nieuwe Keizersgracht. Bâti dans un style classique, le monument avait pour vocation de devenir un foyer d'accueil pour les personnes âgées dans le besoin. La construction du bâtiment fut rendue possible par l'intervention d'un légat, et le don de la parcelle de terrain par la ville. Il fut utilisé comme maison de soins jusqu'en 2007, avant de faire l'objet de travaux de restauration majeurs. En 2009, l'Hermitage Amsterdam, dépendance du Musée de l'Ermitage de Saint-Pétersbourg y ouvrit ses portes.